# Águia de Marabá Futebol Clube
Águia de Marabá es un equipo brasileño de la ciudad de Marabá ubicada en el Estado de Pará. Es un equipo reconocido de este estado después de equipos como Paysandu y Remo. Juega de local en el Estadio Zinho de Oliveira.
Actualmente, ocupa la posición 244 del ranking de la CBF teniendo en cuenta la publicación de noviembre del 2022.

## Historia
El equipo fue creado el 22 de enero de 1982 con el nombre de Águia Esporte Clube y fue participante del Campeonato Marabaense de Segunda División de tal año. Sin embargo, su primer juego como profesional lo consiguió en 1999 siendo participante del Campeonato Paraense de ese año luego de haber salido campeón tres veces del campeonato municipal. En su primera participación, tuvo una gran actuación ocupando los primeros cuatro lugares del campeonato después de los equipos tradicionales del estado como Paysandu y Remo.
A nivel estatal, el equipo tiene dos subtítulos conseguidos en 2008 y 2010. Para el año 2014, cayó descendido al Campeonato Paraense de Segunda División. Sin embargo, en el año 2015, fue campeón del mismo y volvió a participar de la Primera División luego de un año en segunda. En el 2016, logra clasificar a las semifinales del campeonato pero fue eliminado por Paysandu, equipo que resultaría campeón.
En el 2016, fue participante del Serie D luego de haber ocupado, en la temporada 2015, la posición 17 del campeonato de Serie C y de haber participado 8 años (desde 2008) seguidos en la tercera categoría del fútbol brasileño. En el campeonato de cuarta categoría, fue líder de su zona pero fue eliminado, en segunda fase, por Moto Club el cual fue uno de los ascendidos del campeonato.
Además, fue participante de la Copa Verde 2016 luego de haber clasificado por el ranking de la CBF. Sin embargo, fue sancionado y expulsado de la competición por la mala inscripción de uno de sus jugadores.

## Títulos

### Torneos regionales
- Copa Ferreirinha (1): 2000.
- Copa MaPaTo (1): 2002.

### Torneos estatales
- Campeonato Paraense (1): 2023.
  - Subcampeón: 2008 y 2010.
- Taça Cidade de Belém (1): 2008.
- Taça Estado do Pará (1): 2010.
- Campeonato Paraense de Segunda División (1): 2015.